# Slugging

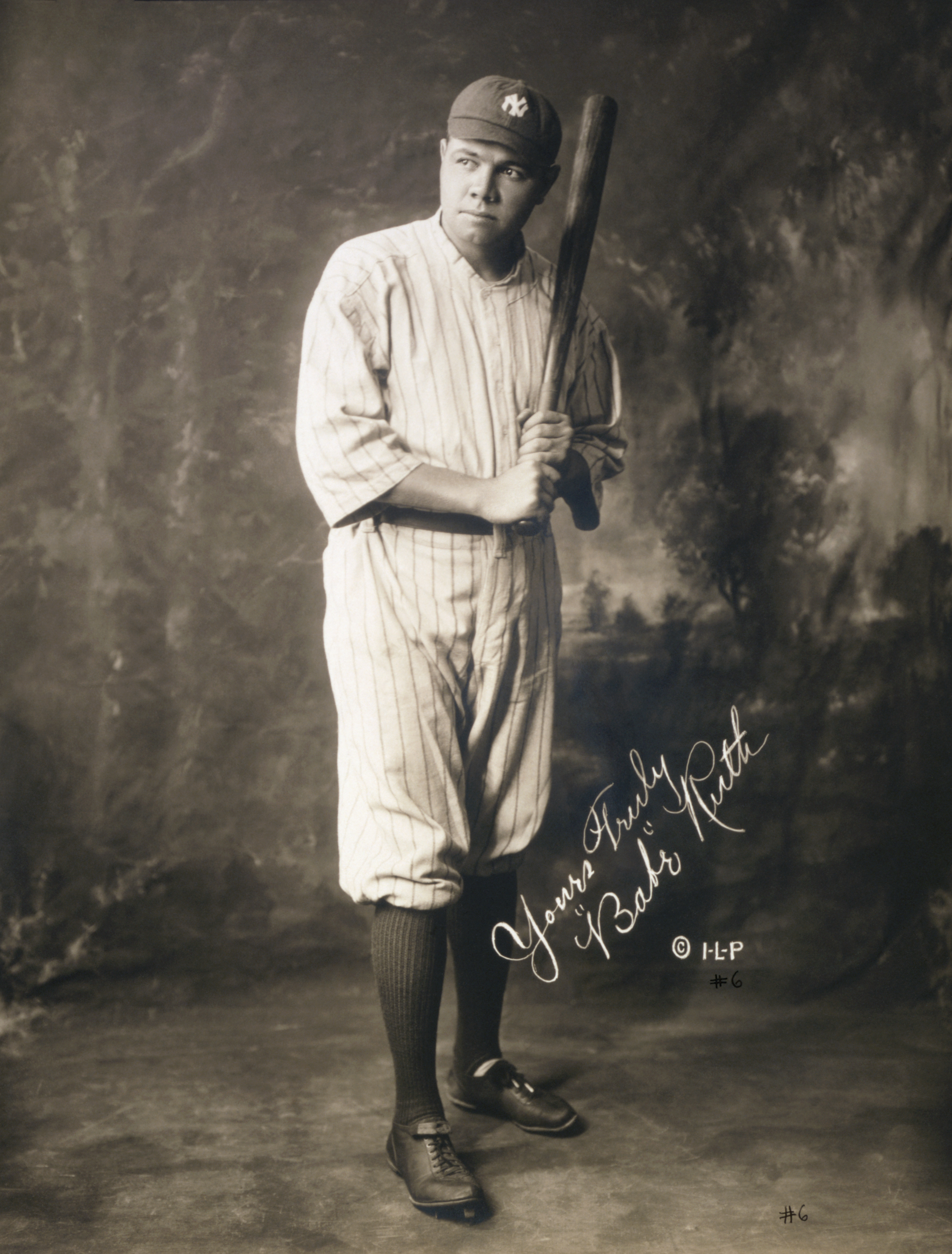
Babe Ruth tiene el mejor slugging de carrera en la histora de Grandes Ligas (.690).

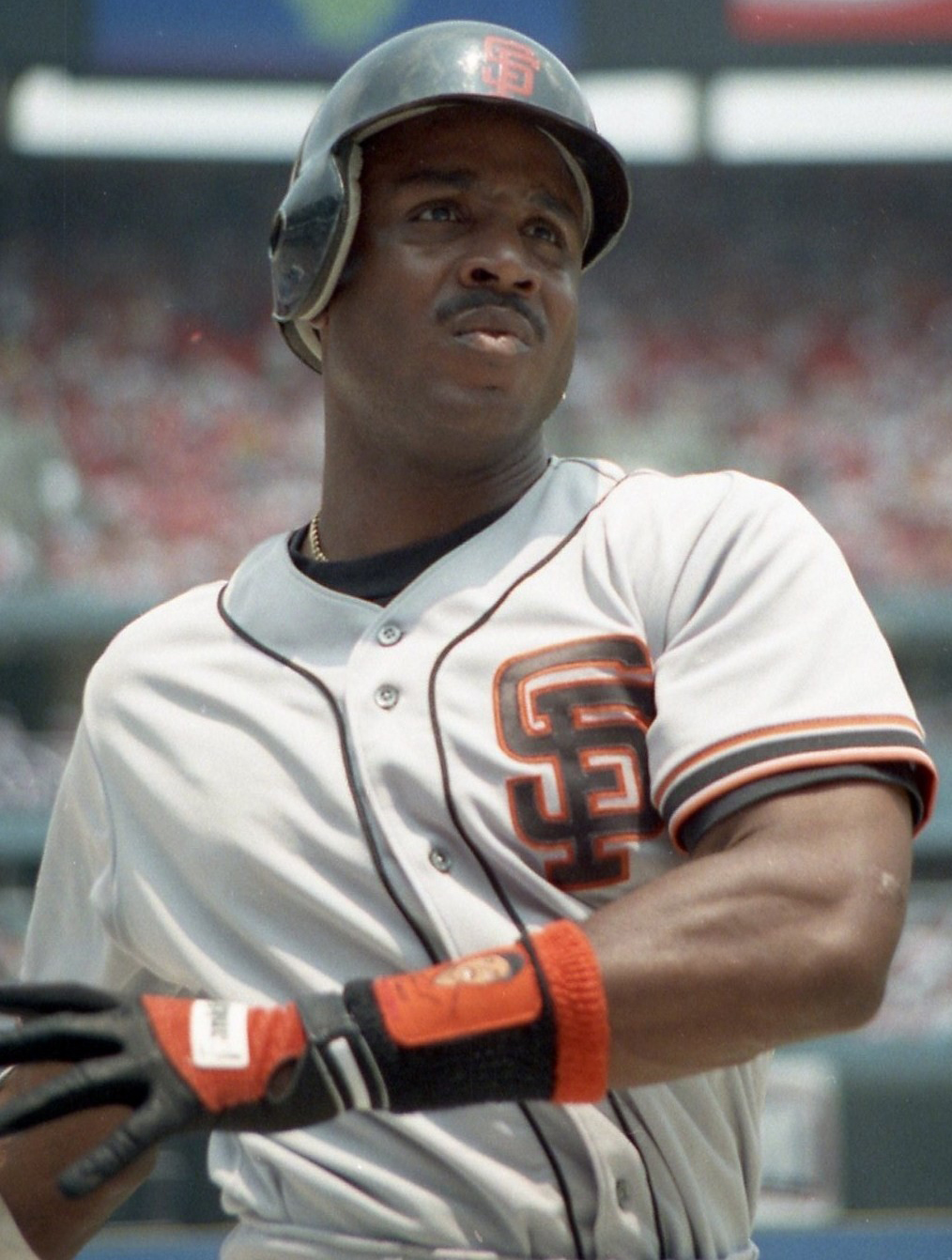
En 2001, Barry Bonds estableció el récord de mejor slugging de una sola temporada en las Mayores (.863).

El slugging (abreviado SLG) es una estadística de béisbol para medir el poder de un bateador. Se calcula dividiendo el total de bases alcanzadas por turnos al bate.
En inglés es común decirle slugging percentage a pesar de no ser un porcentaje, por lo tanto también se llama promedio de slugging. A diferencia del promedio de bateo, asigna mejor peso a los hits de extra base.
En 2008 el lanzador de los Marineros de Seattle Félix Hernández pegó grand slam en su único turno al bate de ese año. Su slugging de esa temporada fue de 4.000.